# بلوش إيران
البلوش هم غالبية السكان في محافظة بلوشستان وسيستان في إيران. يتحدثون عدة لهجات أبرزها المكرانية، الرخشانية، السرحدية والساروانية تعتبر اللغة البلوشية من ضمن مجموعة اللغات إيرانية.يقطن البلوش بشكل أساسي في التضاريس الجبلية والواحات الصحراوية والأودية الجافة، والتي سمحت لهم بالحفاظ على هويتهم الثقافية المميزة ومقاومتهم لهيمنة الحكام المجاورين. غالبية البلوش من المسلمين، والغالبية العظمى منهم ينتمون إلى المذهب السني الحنفي، ولكن هناك أيضا نسبة ضئيلة من الشيعة في بلوشستان. ما يقرب من 20-25% من بلوش العالم يعيشون في بلوشستان إيران. تتراوح تقديرات السكان البلوش الإيرانيين بين 2.5 إلى 4.5 مليون نسمة. من أبرز المدن البلوشية في إيران إيرانشهر، تشابهار، نيكشار، سارباز وساروان، زاهدان، خاش، رمشك، غلمورتي، بزمان، راسك، جاسك، سيريك، كنارك، قصرقند.
تعد مناطق البلوش في إيران من أكثر المناطق حرمانا وفقرًا في البلاد.